# Trithemis integra
Trithemis integra is een libellensoort uit de familie van de korenbouten (Libellulidae), onderorde echte libellen (Anisoptera).
De soort staat op de Rode Lijst van de IUCN als niet bedreigd, beoordelingsjaar 2009.
De wetenschappelijke naam Trithemis integra is voor het eerst geldig gepubliceerd in 2007 door Dijkstra.